# ヴィクトリア (スウェーデン皇太子)

ヴィクトリア皇太子の紋章

ヴィクトリア（Victoria Ingrid Alice Désirée Bernadotte, 1977年7月14日 - ）は、スウェーデン王国（ベルナドッテ王朝）現国王カール16世グスタフと王妃シルヴィアの第1子であり、スウェーデン王位の法定推定相続人（王太女）である。弟にカール・フィリップ王子、妹にマデレーン王女がいる。公式の称号は Hennes Kungliga Höghet Victoria, Sveriges Kronprinsessa, Hertiginna av Västergötland（ヴェステルイェートランド女公爵、スウェーデン皇太子、ヴィクトリア殿下）。
世界の女性の法定推定相続人（王太女・次期女王）の中では最年長である。
スウェーデンの次期王位継承者として、マルグレーテ1世、クリスティーナ、ウルリカ・エレオノーラに続いて4人目、1720年以来のスウェーデン女王に即位することになる。彼女の王位継承権は、1979年王位継承法（男子優先ではない絶対的長子相続制を西ヨーロッパの君主国で最初に採用した法律）によって定められている。

## 略歴

### 出生
1977年7月14日にカール16世グスタフとシルヴィア王妃の第一子としてストックホルムで誕生する。
1977年9月27日にストックホルム大聖堂で洗礼を受け、ノルウェー皇太子ハーラルや母方伯父ラルフ、オランダ皇太子ベアトリクス、父方伯母デジレらが代父母となった。
名前はそれぞれ、高祖母のグスタフ5世妃ヴィクトリアと英女王ヴィクトリア、大叔母のデンマーク王妃イングリッド、母方祖母のアリス、カール14世ヨハン妃デジレに因んだものである。
1979年、それまでは男子にしか継承権を認めていなかった王位継承法（スウェーデン憲法の一部; スウェーデンには単一の法律としての憲法が存在せず、統治法、王位継承法、出版の自由に関する法律、表現の自由に関する基本法の4つの基本法が憲法を構成している）が改正されたことにより、1980年1月1日、正式に王太女となった。しかし、英国王位継承順位は弟のほうが上位となる。同年1月9日には国王カール16世グスタフからヴェステルイェートランド女公爵の称号を叙され、現在に至るまで保持している。

### 教育
1996年にストックホルムの高校を卒業した後は、1年間フランスのアンジェにある西部カトリック大学に留学し、途中1997年秋に国会で短期間働いた後、翌1998年より2年間アメリカのイェール大学に留学した。アメリカ滞在中の1999年5月には、ワシントンD.C.のスウェーデン大使館で訓練生として勤務した。
帰国後は、2000年秋に国防大学で紛争解決と国際的平和維持に関する研究を始め、翌2001年に欧州連合のスウェーデン代表にならうかたちで、政府機関（Rosenbad）において研究を修了させた。

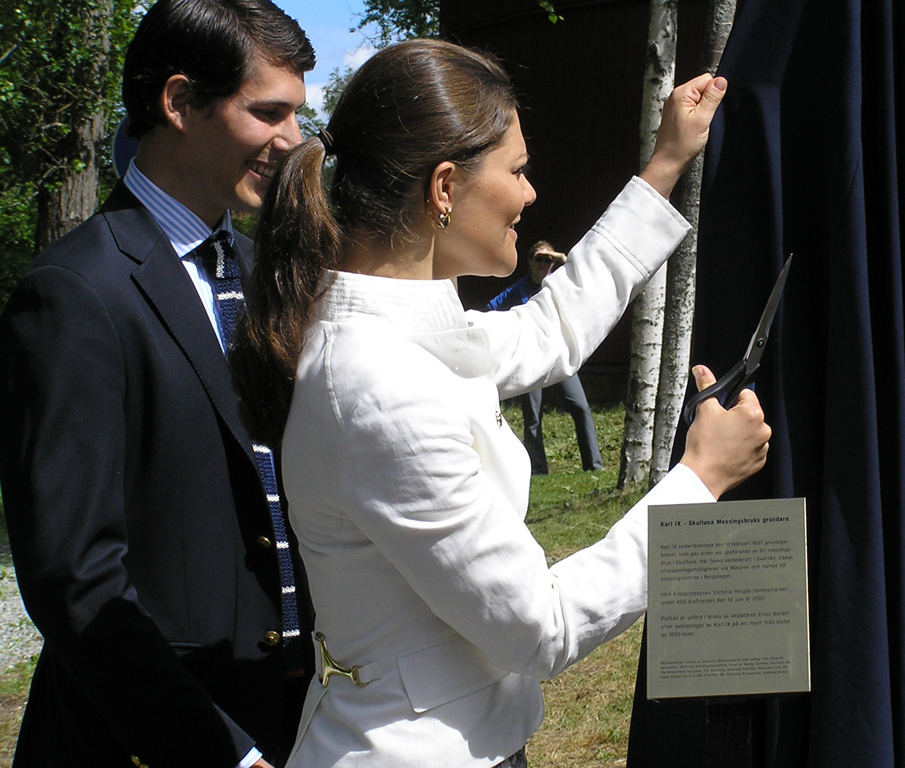
スクルトゥナ社視察時の皇太子（2007年6月14日）

2002年春には、国際開発協力庁での研究を修了し、同年夏にはニューヨークの国連本部、秋にはパリとベルリンのスウェーデン大使館商務部で、それぞれ訓練生として勤務した。2003年には、スウェーデン国内の各企業への訪問や、農地や森林地での研修のほか、陸軍で基礎的な軍事訓練を受けた。
2004年には、前年に引き続き企業への訪問を行う一方で、国防大学において政治学や紛争解決、国際関係に関する研究を再開させた。2005年には、ストックホルム大学で社会科学分野に関する個人授業を受けた。
2006年9月から2007年6月までの間は、外務省の外交官養成課程を受講した。同年秋からは、欧州連合の常駐代表部で研修を受けたほか、フランス語の学習も行った。また、陸軍における3週間の歩兵連隊課程も修了させた。
2009年6月には、ウプサラ大学で文学士号を取得した。

### 公務

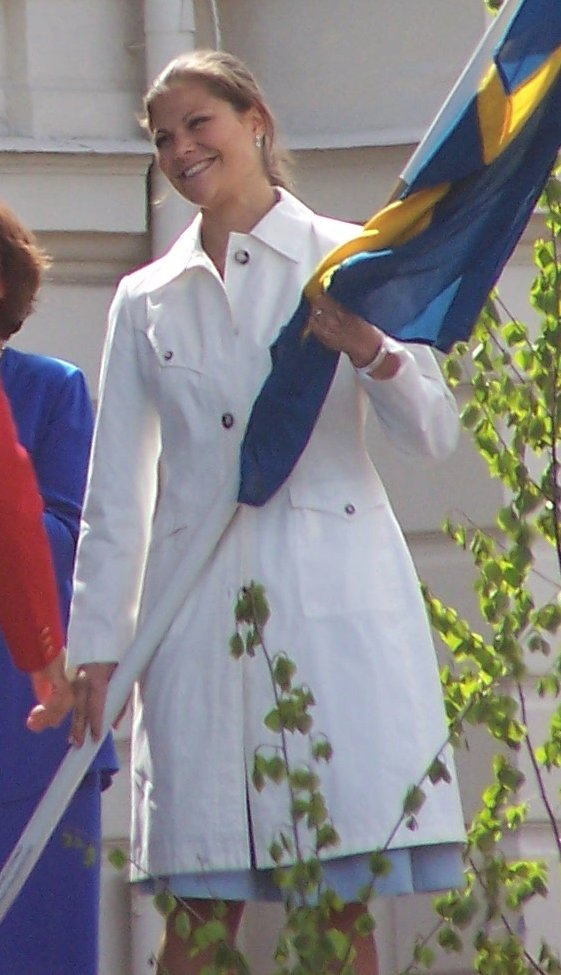
2006年の建国記念日にて

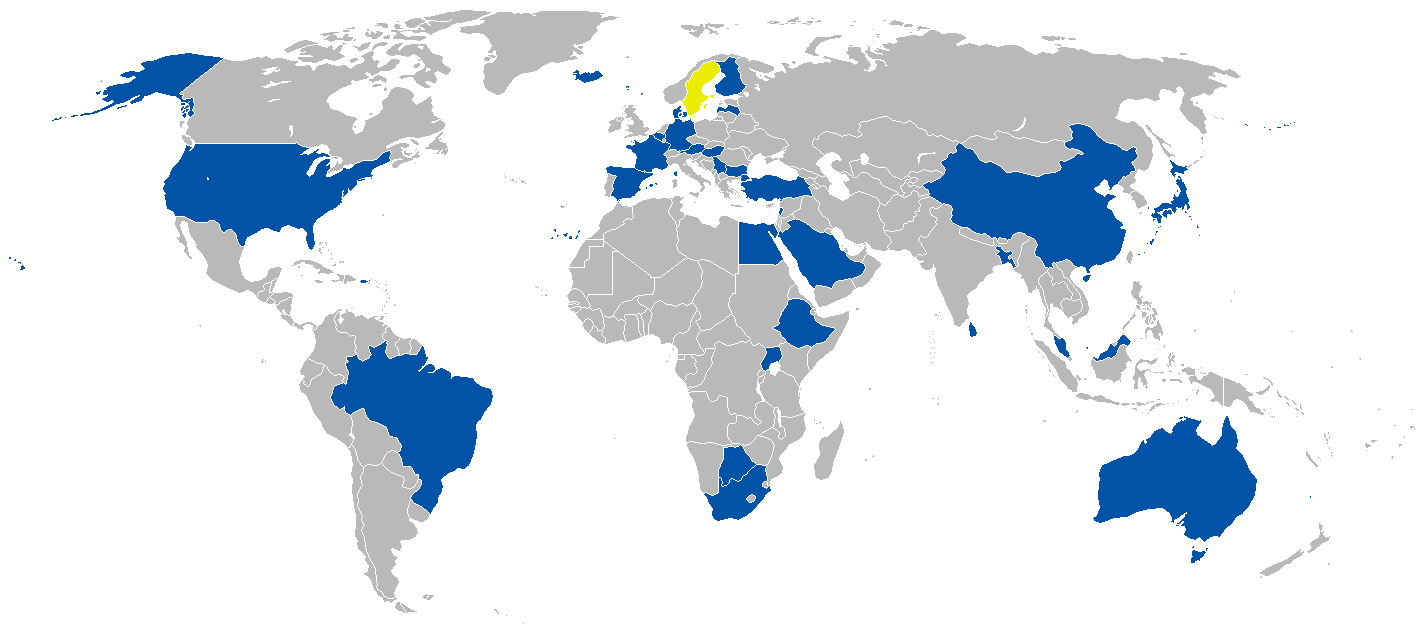
ヴィクトリアが訪れた国。私的訪問も含む。

1995年7月14日の18歳の誕生日に、ストックホルム宮殿と国会においてスピーチを行ったのを皮切りに、将来の王位継承者として、近年は様々な公務に従事する機会が増えている。日常的には、必要に応じて父王の判断により、外務省の定例諮問会議や大臣らの閣議に参加するほか、摂政としての役割を果たしている。他にも、両親が各国からの訪問客を招待して行う公式晩餐会や国会の開会式、建国記念日の祝賀式典、ノーベル賞の授与式などにも参加している。国際パラリンピック委員会の名誉委員を務めている。
また、1996年のフィンランド訪問を皮切りに、2001年の日本への訪問とアメリカで催されたノーベル賞制定100周年記念式典への参加など、海外への訪問も積極的に行っている。アメリカやスペインなど欧米諸国だけではなく、ウガンダやエチオピア、エジプト、サウジアラビア、バングラデシュ、スリランカなどアジア・アフリカ諸国へも訪れ、2002年にはコソボの難民キャンプを視察した。
日本へは、2005年4月に2度目の訪問を果たし、愛知万博を視察したほか、憲仁親王妃久子とともにIKEA港北店の建設予定地を視察し、天皇・皇后・皇太子・紀宮清子内親王とも会談した。他にも、同年6月にはスウェーデン王族としては1934年以来71年振りとなるトルコへの公式訪問を果たし、スルタンアフメト・モスクやトプカプ宮殿、アヤソフィアなどを視察したほか、9月には中国へも訪問した。
2006年3月にはブラジルを訪問し、ボルボ・オーシャンレースを観戦したほか、母シルヴィア王妃が設立した世界子供基金によって運営されている集団住宅を視察した。同年12月にはフランスを訪問し、ホセ・アンヘル・グリアOECD事務総長と会談した。
2019年10月、父王とともに天皇・徳仁の即位礼正殿の儀に参列した。

## 私生活

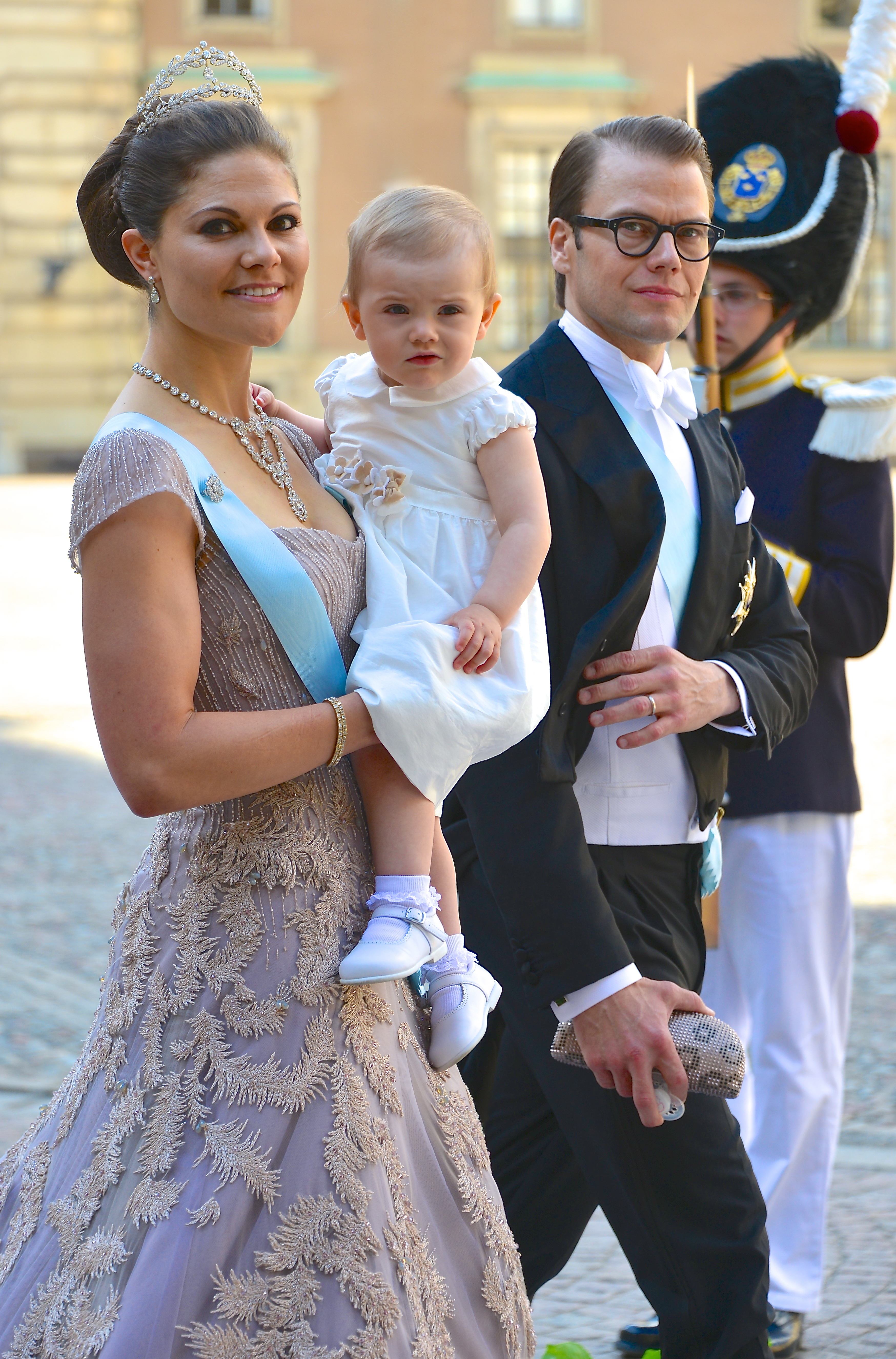
2013年6月、マデレーン王女の成婚時の一家。

これまで、皇太子が私生活を語ることは余り無かったが、確認されているだけで、過去に2人の男性との交際が報じられた。
1人目は、同じ高校のサークルで知り合ったダニエル・コラートであり、1998年の皇太子のアメリカ留学にも同行してニューヨークに定住した程の関係で、皇太子自身も2000年9月のハノーヴァー万国博覧会時のインタビューで正式に交際を認めたが、翌2001年に破局した。
2002年5月には、大衆紙によって新しい恋人であるダニエル・ベストリングとの交際が報じられ、7月には皇太子の友人の誕生パーティーの席上で、2人がキスを交わす場面が撮影された。2009年2月24日に正式に婚約を発表し、2010年6月19日にストックホルム大聖堂にて挙式が行われた。日本からは皇太子徳仁親王が出席している。
2011年8月18日、第1子懐妊が報じられた。生まれる子は男女を問わず、スウェーデン王位継承権第2位となる。2012年2月23日早朝、ストックホルム郊外のカロリンスカ病院で長女となるエステル王女を出産した。
2015年9月4日、翌年3月に第2子を出産予定であることが発表された。2016年3月2日、長男となるオスカル王子を出産した。
また、皇太子自身は2017年現在で、ノルウェー王女イングリッド・アレクサンドラ、オランダ王女カタリナ＝アマリア、デンマーク王子クリスチャン、ベルギー王女エレオノール、ギリシャ王子コンスタンティノス・アレクシオスの代母となっている。

### 精神疾患の克服
軽度のディスレクシアを持っていることを母親であるシルヴィアがテレビ番組で公表している。
また皇太子としての公的活動を始めて間もない1996年頃から食欲不振に悩まされるようになり、翌1997年4月に痩せこけた皇太子の姿がマスコミで報道されたことにより、予定されていたウプサラ大学への入学が取り止めになった。同年11月に王室が皇太子が拒食症を患っていることを正式に認め、翌1998年に上述のイェール大学留学と治療を兼ねてアメリカへ渡ることとなった。
1999年6月のテレビ番組のインタビューにおいて、同病を克服したことを表明し、以来この病気の予防や対策に携わる活動にも熱心に取り組んでいる。なお、ヴィクトリアは、この拒食症の結果、落ちた筋肉を取り戻すためにスウェーデン帰国後にスポーツジムに通うことになるが、その時の担当トレーナーが現在の夫ダニエル・ベストリングであった。